# کورنلیوس باردت

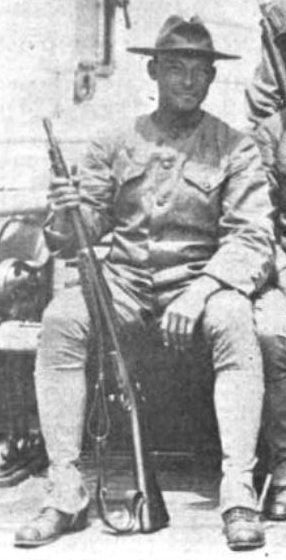
کورنلیوس باردت - ۱۹۱۲

کورنلیوس باردت (انگلیسی: Cornelius Burdette; ۶ نوامبر ۱۸۷۸ – ۳۰ آوریل ۱۹۵۵) تیرانداز اهل ایالات متحده آمریکا بود.
وی در مسابقات کشوری و بین‌المللی در مجموع برندهٔ ۱ مدال طلا شده‌است.